# Saverio Mercadante
Giuseppe Saverio Raffaele Mercadante (Altamura, 16 de setembre de 1795 - 17 de desembre de 1870) fou un compositor italià, especialment d'òpera.

## Biografia
Nascut a Altamura, prop de Bari, Mercadante va estudiar música a Nàpols i ja des d'un principi va mostrar interès en la composició instrumental. L'encoratjament de Rossini el portà a compondre per a l'òpera, on aconseguia un èxit considerable amb el seu setè treball, Elisa e Claudio, el 1821. Va treballar un temps a Viena, a Madrid, a Cadis, i a Lisboa, tornant a Itàlia el 1831.
Va ser convidat per Rossini a París el 1836, on componia I Briganti per a Grisi, Rubini, Tamburini i Lablache. Mentre, tenia l'oportunitat de sentir òperes de Meyerbeer i Halévy que li transmeteren una forta influència, especialment La juive de Havély.
Després del seu retorn a Itàlia el 1837, va compondre alguns dels seus treballs més importants, incloent-hi Il giuramento que era estrenada a La Scala aquell mateix any. Temporalment en el primer pla de compositors actius a Itàlia, aviat va ser sobrepassat per Giovanni Pacini amb Saffo i Giuseppe Verdi amb unes quantes òperes, especialment Ernani. Algunes de les seves obres posteriors, especialment Orazi e Curiazi, també van obtenir prou èxit. El 1840 fou nomenat director del conservatori de Nàpols on va tenir molts deixebles.
La seva òpera Il bravo va ser la tercera que es va estrenar al Liceu de Barcelona el 1847.
La seva vista va començar a fallar a partir dels seixanta anys, i des de 1863 va tornar-se gairebé cec.
En les dècades posteriors a la seva mort, la seva producció s'oblidà en gran part, però s'ha reactivat ocasionalment i s'ha enregistrat des de la Segona Guerra Mundial, encara que no ha aconseguit la popularitat actual dels seus contemporanis una mica més joves Donizetti i Bellini.

## Òperes
- L'apoteosi d'Ercole (19.8.1819 Teatro S. Carlo, Nàpols)
- Violenza e costanza, ossia I falsi monetari  (19.1.1820 Teatro Nuovo, Nàpols) [també com: Il castello dei spiriti (1825, Lisboa)]
- Anacreonte in Samo (1.8.1820 Teatro S. Carlo, Nàpols)
- Il geloso ravveduto (10.1820 Teatro Valle, Roma)
- Scipione in Cartagine (26.12.1820 Teatro Argentina, Roma)
- Maria Stuarda regina di Scozia (29.5.1821 Teatro Comunale, Bolonya)
- Elisa e Claudio, ossia L'amore protetto dall'amicizia (30.10.1821 Teatro alla Scala, Milà)
- Andronico (26.12.1821 Teatro La Fenice, Venècia)
- Il posto abbandonato, ossia Adele ed Emerico (21.9.1822 Teatro alla Scala, Milà)
- Amleto (26.12.1822 Teatro alla Scala, Milà)
- Alfonso ed Elisa (26.12.1822 Teatro Nuovo, Màntua) [rev. com: Aminta ed Argira (1823, Reggio Emilia)]
- Didone abbandonata (18.1.1823 Teatro Regio, Torí)
- Gli sciti (18.3.1823 Teatro S. Carlo, Nàpols)
- Costanzo ed Almeriska (22.11.1823 Teatro S. Carlo, Nàpols)
- Gli amici di Siracusa (7.2.1824 Teatro Argentina, Roma)
- Doralice (18.9.1824 Karntnertortheater, Viena)
- Le nozze di Telemaco ed Antiope (5.11.1824 Karntnertortheater, Viena) [pasticcio]
- Il podestà di Burgos, ossia Il signore del villaggio (20.11.1824 Karntnertortheater, Viena)
- Nitocri (26.12.1824 Teatro Regio, Torí)
- Ipermestra  (29.12.1825 Teatro S. Carlo, Nàpols)
- Erode, ossia Marianna (12.12.1825 Teatro La Fenice, Venècia)
- Caritea, regina di Spagna (Donna Caritea), ossia La morte di Don Alfonso re di Portogallo (21.2.1826 Teatro La Fenice, Venècia)
- Ezio  (3.2.1827 Teatro Regio, Torí)
- Il montanaro (16.4.1827, Teatro alla Scala, Milà)
- La testa di bronzo, ossia La capanna solitaria (3.12.1827, priv. Teatre de Barone di Quintella a Laranjeiras, Lisboa) [llibret escrit el 1816 per Soliva]
- Adriano in Siria  (24.2.1828 Teatre S. Carlos, Lisboa)
- Gabriella di Vergy  (8.8.1828 Teatre S. Carlos, Lisboa) [rev: 1832, Gènova]
- La rappresaglia  (21.2.1829 Teatro Principal, Cadis)
- Don Chisciotte alle nozze di Gamaccio (10.2.1830 Teatro Principal, Cadis)
- Francesca da Rimini (1831, probablement no representada)
- Zaïra  (31.8.1831 Teatro S. Carlo, Nàpols) [llibret escrit 1829 per Bellini]
- I normanni a Parigi (7.2.1832 Teatro Regio, Torí)
- Ismalia, ossia Amore e morte  (27.10.1832, Teatro alla Scala, Milà)
- Il conte di Essex  (10.3.1833, Teatro alla Scala, Milà)
- Emma d'Antiochia  (8.3.1834 Teatro La Fenice, Venècia)
- Uggero il danese  (11.8.1834 Teatro Riccardi, Bèrgam)
- La gioventù di Enrico V  (25.11.1834, Teatro alla Scala, Milà)
- I due Figaro (26.1.1835 Teatro Principe, Madrid) [composta 1827-29]
- Francesca Donato, ossia Corinto distrutta (14.2.1835 Teatro Regio, Torí) [rev.1845, Teatro S. Carlo, Nàpols]
- I briganti (22.3.1836 Théâtre Italien, París) [rev. 1853]
- Il giuramento (11.3.1837, Teatro alla Scala, Milà)
- Le due illustri rivali (10.3.1838 Teatro La Fenice, Venècia)
- Elena da Feltre (1.1.1839 Teatro S. Carlo, Nàpols)
- Il bravo (La veneziana) (9.3.1839 Teatro alla Scala, Milà)
- La vestale (10.3.1840 Teatro S. Carlo, Nàpols)
- La solitaria delle Asturie, ossia La Spagna ricuperata (12.3.1840 Teatro La Fenice, Venècia)
- Il proscritto (4.1.1842 Teatro S. Carlo, Nàpols)
- Il reggente (2.2.1843 Teatro Regio, Torí) [rev. 11.11.1843, Trieste]
- Leonora (5.12.1844 Teatro Nuovo, Nàpols)
- Il Vascello de Gama (6.3.1845 Teatro S. Carlo, Nàpols)
- Orazi e Curiazi (10.11.1846 Teatro S. Carlo, Nàpols)
- La schiava saracena, ovvero Il campo di Gerosolima (26.12.1848 Teatro alla Scala, Milà) [rev. 1850 Teatro S. Carlo, Nàpols]
- Medea (1.3.1851 Teatro S. Carlo, Nàpols)
- Statira (8.1.1853 Teatro S. Carlo, Nàpols)
- Violetta (10.1.1853 Teatro Nuovo, Nàpols)
- Pelagio (12.2.1857 Teatro S. Carlo, Nàpols)
- Virginia (7.4.1866 Teatro S. Carlo, Nàpols) [composta 1845-55]
- L'orfano di Brono, ossia Caterina dei Medici [només primer acte]

## Llista d'alumnes
- Constantin Palumbo,[1]
- Gustavo Adolfo Noseda,[2]
- Oscar Camps i Soler,[3]
- Michele Puccini,[4]
- Gaetano Palloni,[5]
- Giuseppe Puzone,[6]
- Vincenzo Moscuzza,[7]
- Albert Grisar,[8]
- Teodulo Mabellini,[9]
- Constantino Parravano, Eugenio Terziani,[10]
- Giovanni Valente, Gaetano Braga, Paolo Serrao[11]
- D'Arienzo[12]
- El també cantant Tosti.[13]
- Beniamino Cesi.[14]
- Beniamino Carelli.[15]
- Bartolome Pisani.[16]
- José Sobejano y Erviti (1819-1885).[17]